# Le ciel est à nous
Pour plus de détails, voir Fiche technique et Distribution.
Le ciel est à nous est un film français réalisé par Graham Guit, sorti en 1997.

## Synopsis
Lenny débarque à Paris monter une petite arnaque avec l'intention de disparaître le plus loin et le plus vite possible. Juliette ne supporte plus Joël, patron, amant prévenant et dealer redoutable. Lenny-Joël : vendeur-acheteur et pas d'atomes crochus. Juliette attire Lenny dans un piège, en sort couverte de remords et décide même de lui rendre son argent. Pas de chance, elle se trompe de mallette, embarque un chargement de valeur, presque impossible à écouler. Joël va lui faire la peau, c'est sûr. Mais Juliette est une femme d'action. Pourquoi ne pas essayer de doubler tout le monde, prendre la tangente et l'argent ? Avec l'aide de Lenny un peu collant mais prêt à tout. Pour un couple aux rapports ambigus et qui a l'intention de ne tirer sur personne, naviguer dans l'univers des dealers violents et des clients mystiques relève de l'épreuve initiatique. Et traverser une telle épreuve à deux, ça crée des liens.

## Fiche technique
- Titre : Le ciel est à nous
- Réalisation : Graham Guit
- Scénario : Graham Guit et Éric Névé
- Production : Éric Névé, Frédéric Robbes et Richard Sadler
- Décors : Gilles Chapat
- Musique : Eddie Sauter
- Photographie : Olivier Cariou
- Montage : Jean-Guy Montpetit
- Pays d'origine :  France
- Langue : français
- Format : couleurs
- Genre : comédie
- Durée : 90 minutes
- Date de sortie en salles : 25 juin 1997

## Distribution
- Romane Bohringer : Juliette
- Melvil Poupaud : Lenny
- Jean-Philippe Écoffey : Joël
- Élodie Bouchez : Lola/Marguerite
- Jean-Claude Barny : Claudius
- Patrick Lizana : Ficelle
- Isaac Sharry : Sammy
- Leonor Varela : Vanessa
- François Levantal : Lou
- Rachid Hafassa : Gérald
- Federay Holmes : Gwyneth
- Rupam Maxwell : Ziggy
- Daniel Bowers : Stardust
- Zinedine Soualem : Hippie 1
- Antoine Chappey : Hippie 2